# Henri Marie Ducrotay de Blainville
Henri Marie Ducrotay de Blainville (n. 12 septembrie 1777, Arques-la-Bataille, departamentul Seine-Maritime – d. 1 mai 1850, Paris) a fost un naturalist francez specializat în zoologie și anatomie. Abrevierea numelui său în cărți științifice este Blainv.. 

## Date biografice și activitate
Blainville a urmat școala militară din Beaumont-en-Auge (Calvados) la călugării benedictini. În timpul Revoluției franceze (1789-1799) școala militară a fost desființată, iar Blainville se reîntoarce acasă la părinți în Arques-la-Bataille lângă Dieppe. Din 1794 începe să urmeze școala de desenatori în Rouen. Se mută la Paris în 1796 unde se dedică picturii în atelierul lui Vincent. El participă la cursurile de la Collège de France, unde i se va trezi interesul pentru științele naturale. El devine un auditor entuziast al cursurilor profesorului Georges Cuvier, în 1806 promovează ca doctor în medicină. Ulterior, Blainville studiază în laboratorul lui Cuvier, mai ales grupa reptilelor. Candidează fiind sprijinit de Cuvier, pentru postul profesor de la catedra de anatomie și zoologie de la facultatea din Paris. Prietenia dintre el și Cuvier se destramă, cei doi devin chiar dușmani. În 1825 este ales ca urmaș al lui Comte de La Cépède, devenind mebru al academiei franceze (Académie des sciences). După moartea lui Jean-Baptiste Lamarck, ocupă postul de la catedra de la muzeul "Muséum national d'histoire naturelle" iar în 1830 preia catedra de predare a nevertebratelor (moluște, zoofite și viermi). La doi ani după moartea lui Cuvier, preia catedra de anatomie comparată, unde va preda timp de 18 ani. El se dovedește ca urmaș demn al predecesorilor săi, având merite deosebite mai ales în domeniul paleontologiei. De Blainville moare în Paris urma unei hemoragii cerebrale și este înmormântat în cimitirul Père-Lachaise.

## Opere
- Prodrome d'une nouvelle distribution du règne animal, 1816
- Ostéographie ou description iconographique comparée du squelette et du système dentaire des mammifères récents et fossiles, 1839-1864 (unvollendet)
- Faune française, 1821-1830
- Cours de physiologie générale et comparée, professé à la Faculté des sciences de Paris, Vorlesungsnachschriften, hrsg. von Henry Hollard, 1833 (Digitalisat Bd. 1, Bd. 2, Bd. 3)
- Manuel de malacologie et de conchyliologie, 1825-1827 (Digitalisat)
- Manuel d'actinologie ou de zoophytologie, 1834 (Digitalisat Bd. 1, Bd. 2)
- Histoire des sciences de l'organisation et de leurs progrès, comme base de la philosophie, Vorlesungsnachschriften, hrsg. von T. L. M. Maupied, 1845
- Sur les Principes de la zooclassie, ou de la Classification des animaux, 1847